# Inteligentní plán

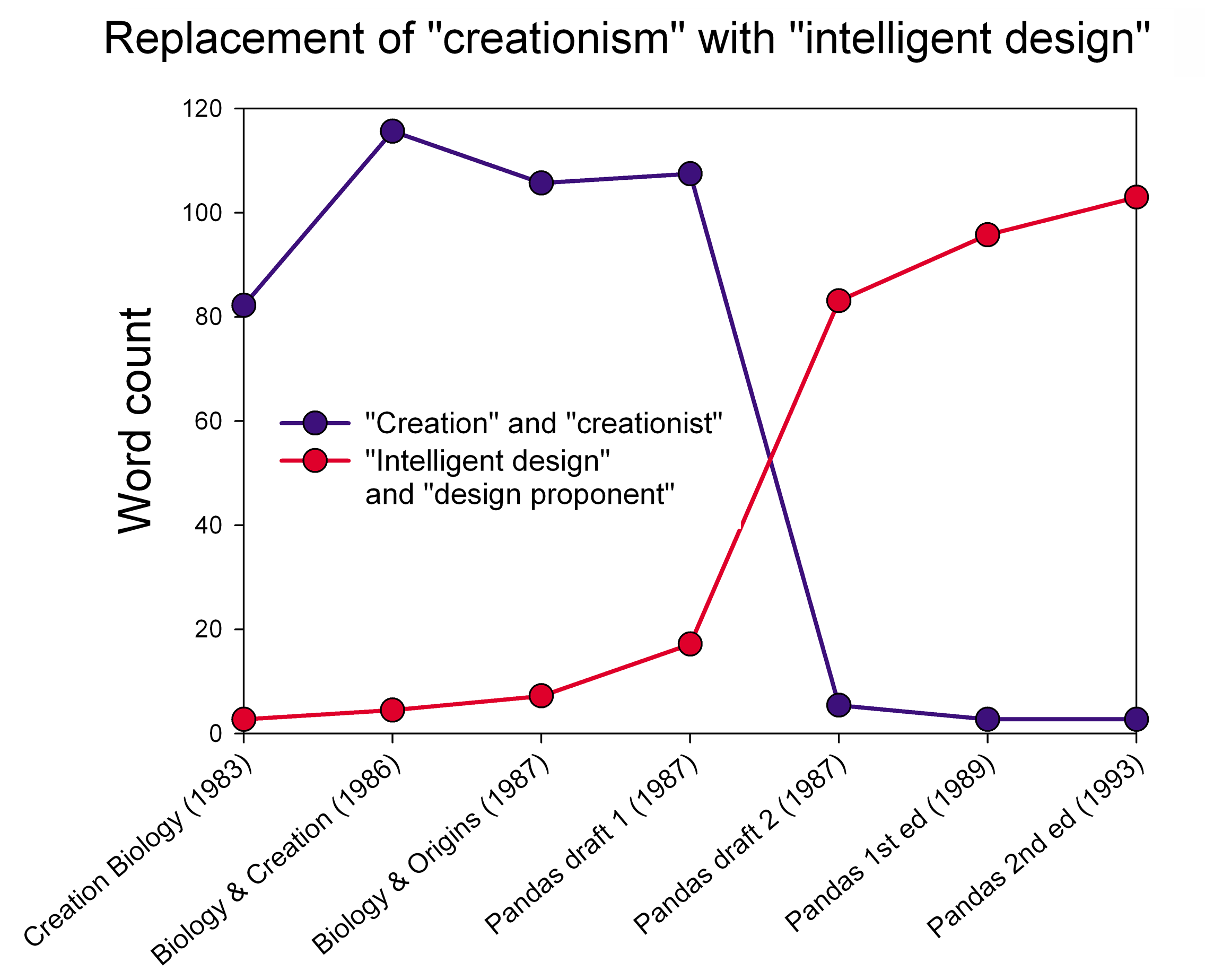
Graf zobrazující postupné nahrazení výrazu „kreacionismus“ výrazem „inteligentní plán“ v rukopisu knihy Of pandas and people

Slovní spojení Inteligentní design  vzniklo velmi volným užitím termínu „design“. Inteligentní design (či inteligentní plán) v tomto pojetí představuje pojmenování teorie, která říká, že některé rysy vesmíru a živých věcí včetně jejich vývoje se dají lépe vysvětlit inteligentní příčinou, a nikoliv neřízeným procesem, jakým je přirozený výběr. Teorie inteligentního designu je především filosofií, přičemž kritiky bývá chybně zařazována mezi přírodní vědy. 
Teorie inteligentního designu patří do široké oblasti jevů, které dočasně přesahují smyslové vnímání člověka a testovatelné kvality vědy a na své přírodovědné zkoumání teprve čekají. Při méně volném užití termínu charakterizuje slovní spojení „inteligentní design“ oblast produktů navržených pomocí vyváženého souboru jednotlivých typů lidské inteligence, návazně i fungujících nezávisle na obsluze díky samočinnému programu (viz teorie inteligentního designu).
Zde jde o protiteorii k obecně uznávané evoluční teorii, a má odborným způsobem dokázat existenci inteligentního stvořitele, aniž by se přímo odvolávala na Boha. Problémem všech kritiků teorie inteligentního designu je, že nepřímo vymezují pojem „bůh“ jako nadpřirozenou bytost, aniž by jej sami definovali nebo brali v úvahu jeho velmi obecné, abstraktní vymezení. 
U počátku teorie stáli křesťanští kreacionisté,[zdroj⁠?!] ale podíleli se na ní také vědci jako Michael Behe nebo Dean H. Kenyon, nespokojení s teorií evoluční. Část odborné veřejnosti ale teorii za vědeckou nepovažuje, podle ní jde o pseudovědu a dle názorů amerických právních vědců (soudní rozsudek v USA) se jedná o latentní formu kreacionismu.

## Koncepty inteligentního plánu

### Nezjednodušitelná složitost
Jev, u kterého je možné vyloučit, že k němu došlo postupným vývojem.

### Specifická složitost
Jev, u kterého je možné vyloučit, že k němu došlo náhodou.

### Vyladěný vesmír
Fyzikální konstanty vesmíru jsou vyladěny tak, aby mohl existovat život (či dokonce inteligentní život – antropický princip).

### Inteligentní designér
Existuje inteligentní příčina vesmíru.

## Kontroverze
Inteligentní plán je moderní formou tradičního teleologického argumentu pro existenci boha. Na rozdíl od kreacionismu neupřesňuje povahu nebo totožnost inteligentního návrháře. Tato myšlenka byla rozvinuta skupinou amerických kreacionistů, kteří přeformulovali své argumenty ve sporu „stvoření nebo evoluce“, aby tak obešli rozhodnutí soudu, které zakazuje výuku kreacionismu jako vědy.[zdroj⁠?!] Většina čelních zastánců inteligentního plánu je členy amerického politicky konzervativního think tanku Discovery Institute a někteří věří, že návrhářem je křesťanský bůh. Podle klubu českých skeptiků Sisyfos financují masivní propagaci inteligentního plánu americké křesťanské kruhy a prosazují jej autoři bez biologického vzdělání.

### ID jako vědecká teorie
Zastánci inteligentního plánu tvrdí, že inteligentní plán je vědeckou teorií, a požadují předefinování vědy tak, aby zvažovala nadpřirozené vysvětlení skutečnosti. Obecně přijímaný vědecký konsenzus je, že inteligentní design není věda.
Podle United States National Academy of Sciences nejsou kreacionismus, ID ani ostatní tvrzení o nadpřizozeném zásahu ve vzniku života nebo druhů vědou, protože nejsou testovatelné vědeckou metodou.
United Stated National Science Teachers Association a American Association for the Advancement of Science označily ID za pseudovědu.
Další vědecké komunity s tímto tvrzením souhlasí, jiné nazývají ID „junk science“. Inteligentní plán není považován za skutečnou vědu, protože nedodržuje procedury vědeckého diskursu a neobstojí u přezkumů vědecké komunity. Hnutí pro inteligentní plán nepublikovalo ani jeden řádně odborně recenzovaný článek ve vědeckém časopise. Jonathan Wells ve své knize tvrdí, že „každému, kdo doufá, že udělá kariéru na akademické půdě, je inteligentní plán nebezpečný.“

### Výuka ID v rámci přírodovědných předmětů
Ve Spojených státech ve věci, zdali inteligentní plán učit na školách či ne, proběhl v roce 2005 soudní proces (případ Kitzmiller versus Dover Area School District), ve kterém odpůrci ID dokázali, že inteligentní plán je latentní forma kreacionismu.[zdroj?] V zemích Evropské unie podvýbor pro kulturu, vědu a vzdělání vydal zprávu, ve kterém inteligentní design odsuzuje jako nebezpečný a ve které dále píše: „kreacionismus v jakékoli své formě, včetně ID, není založen na faktech, nepoužívá jakékoli vědecké dedukce a jeho obsah je zoufale neadekvátní pro vyučování vědeckých předmětů“.

## ID v Česku
V Praze se ve dnech 22.–23. října 2005 konala mezinárodní konference „Darwin and Design. A Challenge for the 21th Century Science.“